# Drosophila hydei
Drosophila hydei Sturtevant, 1921 è un insetto del genere Drosophila (Diptera: Drosophilidae). È una sottospecie della specie Drosophila repleta.

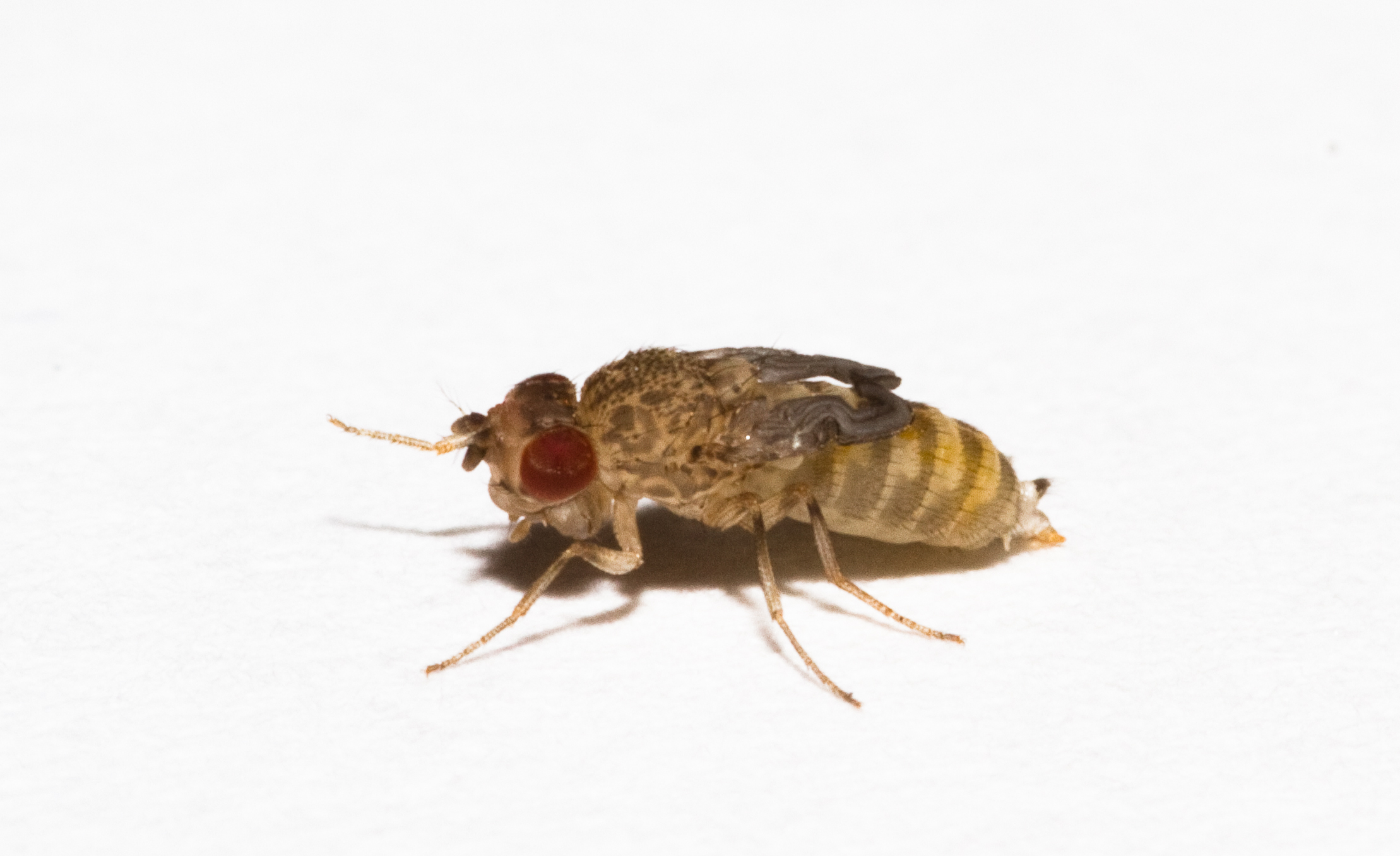
Drosophila hydei, mutante privo di ali

Ha una lunghezza (3-4 mm) all'incirca doppia rispetto al comune moscerino della frutta Drosophila melanogaster (2 mm).